# オーストラリア連邦議事堂
オーストラリア連邦議事堂（オーストラリアれんぽうぎじどう）は、オーストラリア連邦議会の議事堂。首都キャンベラにある。

## 概要
老朽化した旧連邦議事堂の代替として1988年の「オーストラリア入植200周年」に合わせて建設された。設計はイタリア人建築家ロマルド・ジョゴラ。旧議事堂は保存され博物館として公開されている。
建設地は「キャピタルヒル」と呼ばれる丘で、キャンベラの都市景観を構成する重要なランドマークであった。このため議事堂は地下に建設され、地形の変化を最小限にとどめた。中央部に高さ81mのフラッグポールがある。
議事堂は一辺が300mの正方形である。三重の外周道路に囲まれており、内側から正方形、円形、円形である。外側の円形道路の円周は3kmである。円形道路はラウンドアバウトであり一方通行となっているが、信号機が設置されている。
オーストラリア連邦議会はイギリスのウェストミンスター・システムをモデルとしており、議場はイギリス議会と同様に赤（上院）と緑（下院）の内装となっている。赤はアウトバックの土の色に似せて茶褐色、緑はユーカリの葉の色に似せて灰色に近い。
一般的に議事堂と議員事務棟（日本では議員会館）は別々の建物となることが多いが、オーストラリア連邦議事堂はセキュリティ上の観点から一体的に整備された。このため部屋数は4,700に達する世界有数の大規模な議事堂となっている。オーストラリア首相を初め閣僚のオフィスもあり、記者会見はオフィス入口のドアの前で行うのが慣例となっている。

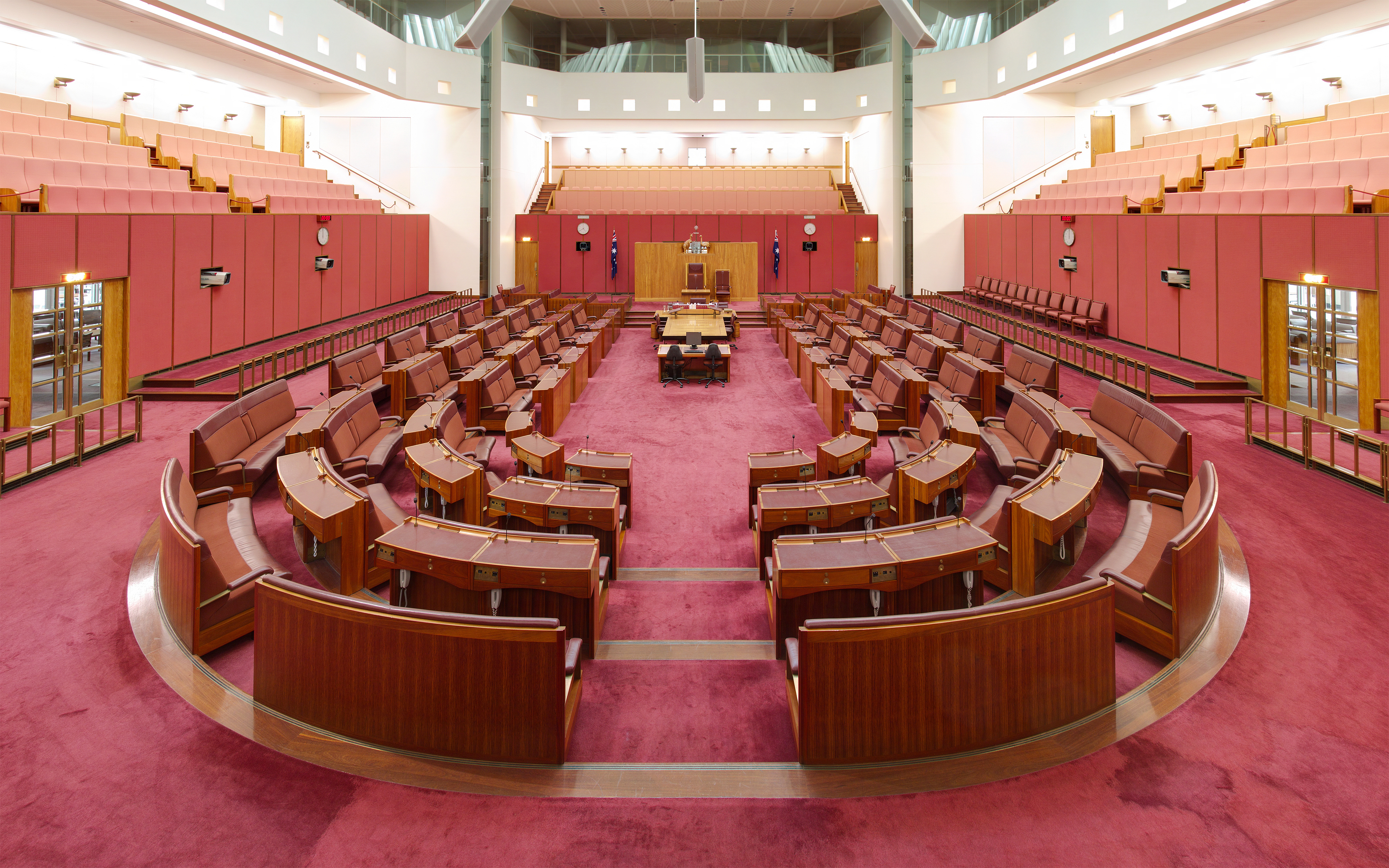
上院
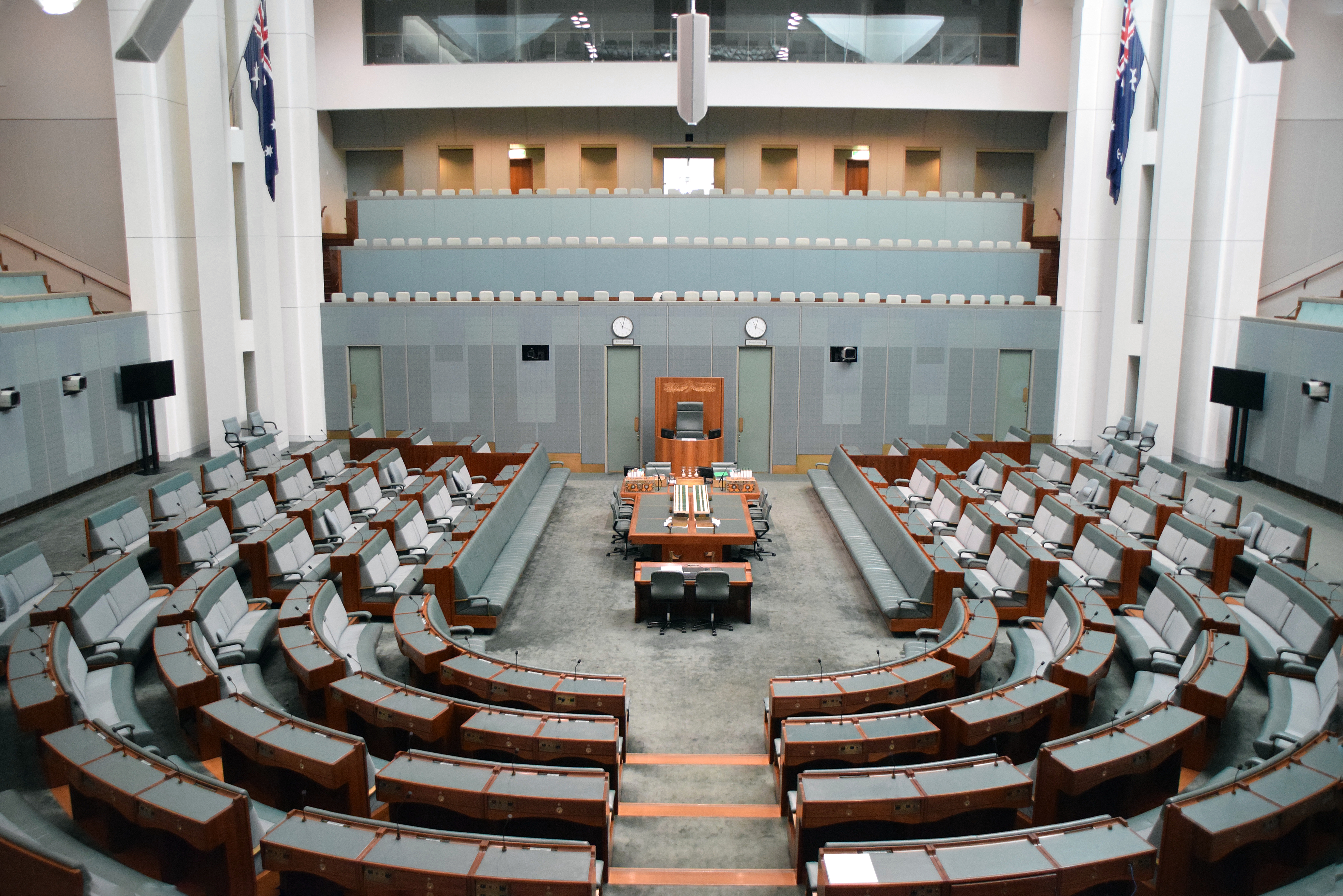
下院
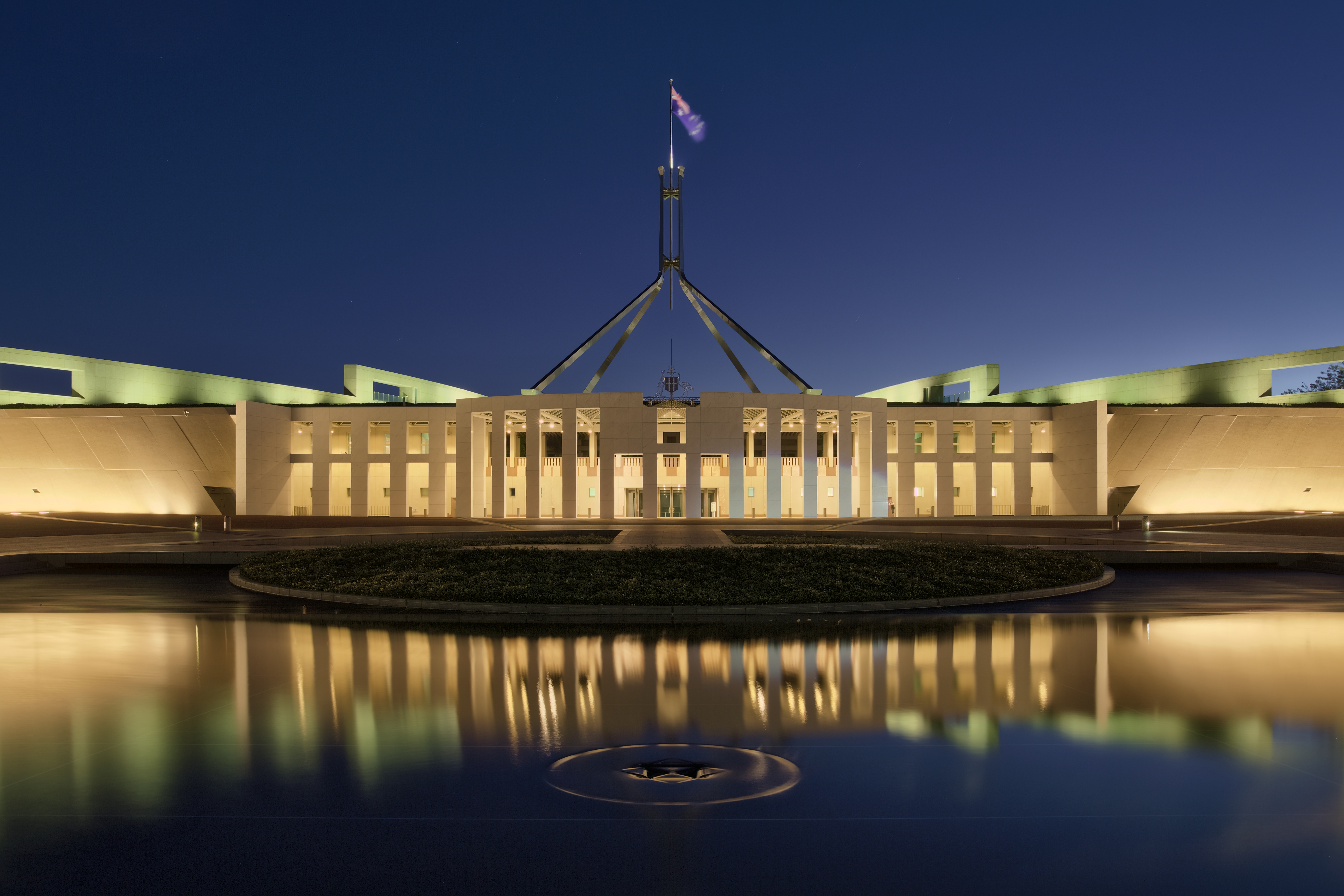
エントランス
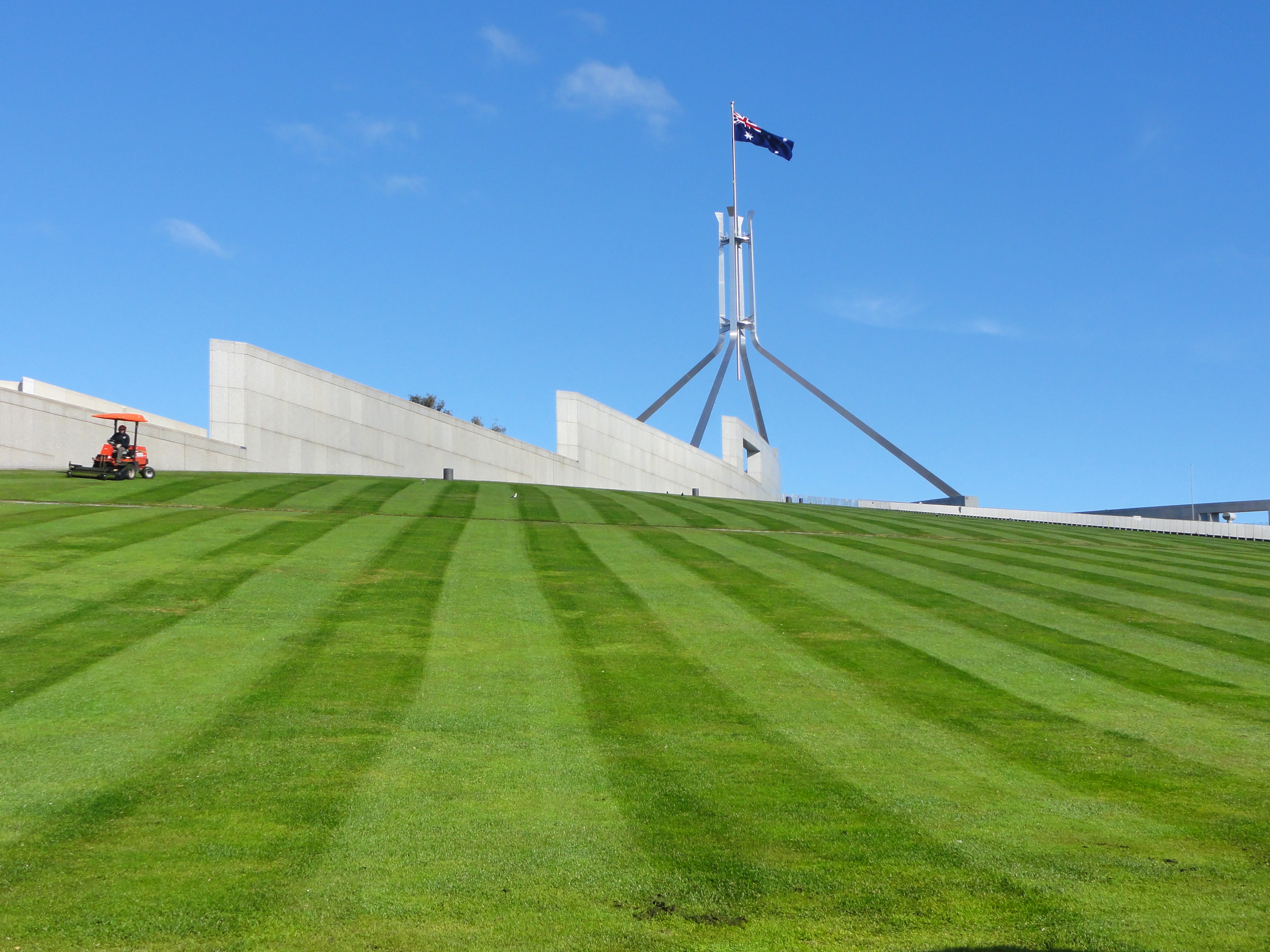
フラッグポール